# Windows Mobile

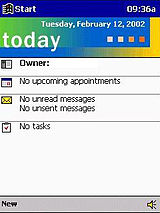
(Mogelijk) startscherm van Pocket PC 2000

Windows Mobile was een besturingssysteem voor smartphones en pda's, met enige overeenkomsten met Windows XP, Windows Vista en Windows 7.

## Functionaliteiten
- Telefoonsoftware zoals bellen en sms (alleen Professional en Standard editions).
- E-mail, agenda, contactpersonenlijst (Outlook).
- Taken (outlook en exchange)
- Bekijken van bestanden in Pocket Word, Pocket Excel en Pocket PowerPoint
- Bewerken van bestanden in Pocket Word en Pocket Excel
- Microsoft Pocket Internet Explorer, mobiel internet
- Muziek beluisteren met Windows Pocket Media Player.
- Windows Live Messenger Mobile (chatten).
- Afbeeldingen bekijken
- E-books lezen.
- Draadloze communicatie via wifi, bluetooth, infrarood en UMTS.

Applicaties onder Windows Mobile kunnen met overeenkomstige applicaties op een pc gesynchroniseerd worden door middel van ActiveSync.

## Versies
Uitgebrachte versies
- Windows PocketPC 2000
- Windows Mobile 2002 (PocketPC en Smartphone Edition)
- Windows Mobile 2003 SE (Smartphone Edition)
- Windows Mobile 2003 (PocketPC)
- Windows Mobile 5 (PocketPC en Smartphone Edition)
- Windows Mobile 6 (Classic, Professional en Standard Edition)
- Windows Mobile 6.1 (Smartphone Edition)
- Windows Mobile 6.5 (Standard en Professional)

Opvolger
- Windows Phone 7